# Butterbach (Werre)
Der Butterbach ist ein rechter Nebenfluss der Werre im Nordosten des deutschen Bundeslandes Nordrhein-Westfalen. Im Bereich der Herforder Nordstadt speist der Butterbach den kleinen Buttersee. Das Gewässer gehört zum Flusssystem der Weser und entwässert einen kleinen Teil des Ravensberger Hügellandes.